# Alassio
Alassio (Aràsce en ligur) es un municipio italiano de 11.332 habitantes ubicado en la provincia de Savona en la Liguria, en la costa del golfo de Génova, en la Riviera occidental.
Es principalmente conocida por ser una playa en verano y balneario de invierno, y tiene muchos hoteles.

## Historia
La ciudad se estableció en la Edad Media cuando los habitantes del valle empezaron a bajar al mar a pescar. Según la leyenda, el nombre deriva del de Adelasia, hija del emperador Otón I.
El control de la ciudad fue con el tiempo asumido por los monjes de la isla de Gallinara y más tarde por la comuna de Albenga.
La peruana Venerable Sierva de Dios Teresa de la Cruz cuenta que en la capilla de Alassio en 1905, durante su viaje a Europa, tuvo claro el conocimiento de su vocación, al comprender mientras miraba al Cristo Crucificado que le decía: "Si quieres Ideal, aquí tienes; Si quieres Amor, aquí tienes; Si quieres Modelo, aquí tienes", a su regreso, luego de enseñar once años en la Parroquia del Sagrario(Costado de la Catedral de Lima)inició el proceso de fundación de la ahora Congregación "Canonesas de la Cruz"

## Famosas figuras
- Mario Berrino

## Evolución demográfica
| Gráfica de evolución demográfica de Alassio entre 1861 y 2001 |
|                                                               |
| Fuente ISTAT - elaboración gráfica de Wikipedia               |